# Reykjavíkurkjördæmi norður

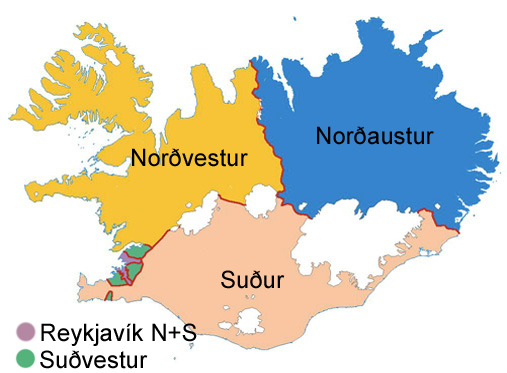
Karta på Island med de sex valkretsarna markerade. Huvudstaden Reykjavik är delad i norr och söder.

Reykjavíkurkjördæmi norður är en av Islands sex valkretsar. Valkretsen, som har elva platser i det isländska alltinget, omfattar norra delen av Reykjavik.